# Héctor Schmucler
Héctor Naúm Schmucler (Hasenkamp, Entre Ríos, 18 de julio de 1931-Córdoba, 19 de diciembre de 2018) fue un semiólogo y teórico de la comunicación argentino.

## Biografía
Estudió letras en la Universidad Nacional de Córdoba. Mediante una beca, realizó cursos en la Universidad de Buenos Aires. Obtuvo su licenciatura en 1961. Entre 1966 y 1969 estudió semiología en la École pratique des hautes études, bajo la dirección de Roland Barthes. Fundó la revista Pasado y Presente, junto a José María Aricó, Oscar del Barco y Samuel Kiczkowski. Fueron los primeros en abordar el campo de estudios de la comunicación en el país, influenciados por la Escuela de Frankfurt y la Teoría de la Dependencia.
Entre 1969 y 1972, dirigió la revista Los libros, donde colaboraban Jaime Rest, Juan Gelman, José Aricó, Oscar Steimberg, Eliseo Verón, Beatriz Sarlo, Carlos Altamirano, Ricardo Piglia y Germán García entre otros. Junto con intelectuales como Roberto Carri y Horacio González fue parte de las Cátedras Nacionales en la Facultad de Filosofía y Letras de la UBA.
En la década de 1970 fundó en Santiago de Chile la revista Comunicación y cultura, junto a Armand Mattelart y Ariel Dorfman. En 1971 escribió el prólogo para el famoso libro Para leer al Pato Donald. Uno de sus principales aportes a las ciencias de la comunicación fue la creación de la cátedra Introducción a los medios masivos de comunicación en la Facultad de Filosofía y Letras de la Universidad de Buenos Aires. Componían el marco teórico de la asignatura textos de Antonio Gramsci, Mao, Lenin y otros. Estas actividades fueron interrumpidas por las persecuciones y asesinatos de la dictadura militar. 
Entre 1976 y 1986 vivió exiliado en México, en donde fue miembro fundador de la Asociación Mexicana de Investigadores de la Comunicación.
Fue fundador del Seminario de Informática y Sociedad en la carrera de Ciencias de la Comunicación de la Facultad de Ciencias Sociales de la Universidad de Buenos Aires, hoy a cargo de Christian Ferrer. Integró el grupo editor de la revista Artefacto.
Es considerado una de las principales figuras de los estudios de la comunicación en América Latina y sus textos se leen en las principales universidades.
En 1997, se ha publicado una compilación de sus ensayos, Memoria de la comunicación (Biblos). En 2011 se publicó una edición facsimilar de Los Libros (1969-1976), en 4 tomos, con prólogo de Horacio González.
Sus últimos años los vivió en la ciudad de Córdoba (Argentina). Fue profesor emérito de la Universidad Nacional de Córdoba. Falleció a los 87 años, el 19 de diciembre de 2018.

## Obra
Entre sus trabajos publicados se destacan:
- América Latina en la encrucijada telemática (1ª edición). Paidós. 1983. ISBN 978-950-12-4659-9. (con Armand Mattelart)
- Memoria de la comunicación (1ª edición). Biblos. 1997. ISBN 978-950-786-141-3.
- Miedos y memorias en las sociedades contemporáneas - Política y violencia (1ª edición). Comunic-Arte. 2006. ISBN 978-987-602-008-4.
- Memoria(s) y política (1ª edición). Prometeo Libros. ISBN 978-987-574-349-6. (en coautoría)
- Los libros (1ª edición). (con Ricardo Piglia y Beatriz Sarlo) Edición facsimilar de los números de la revista Los Libros, publicada en la década del '70
- El obrerismo de pasado y presente - Documento para un dossier no publicado sobre SiTraC-SiTraM (1ª edición). Eduvim - Universidad Nacional de Villa María. 2014. ISBN 978-987-699-159-9. (con J. Sebastián Malecki y Mónica Gordillo)
- Triunfo y derrota de la comunicación (1ª edición). Ed. Godot Argentina. 2014. ISBN 978-987-3847-03-5.
- El caso Chomicki (1ª edición). Editorial Municipal de Rosario. 2014. ISBN 978-987-1912-38-4. (en coautoría)

Traductor:
- Mitologías, de Roland Barthes. Primera edición en castellano, Siglo XXI, Buenos Aires, 1980.

## Artículos
- La utopía de la transparencia como verdad totalitaria (1995)
- Apuntes sobre el tecnologismo y la voluntad de no querer (1996)
- Biotecnología, cuerpo y destino. La industria de lo humano (2001)
- Triunfo y derrota de la comunicación
- El incierto destino de la prensa informatizada
- Notas para recordar la revolución